# St. Peter und Paul (Hemmerde)

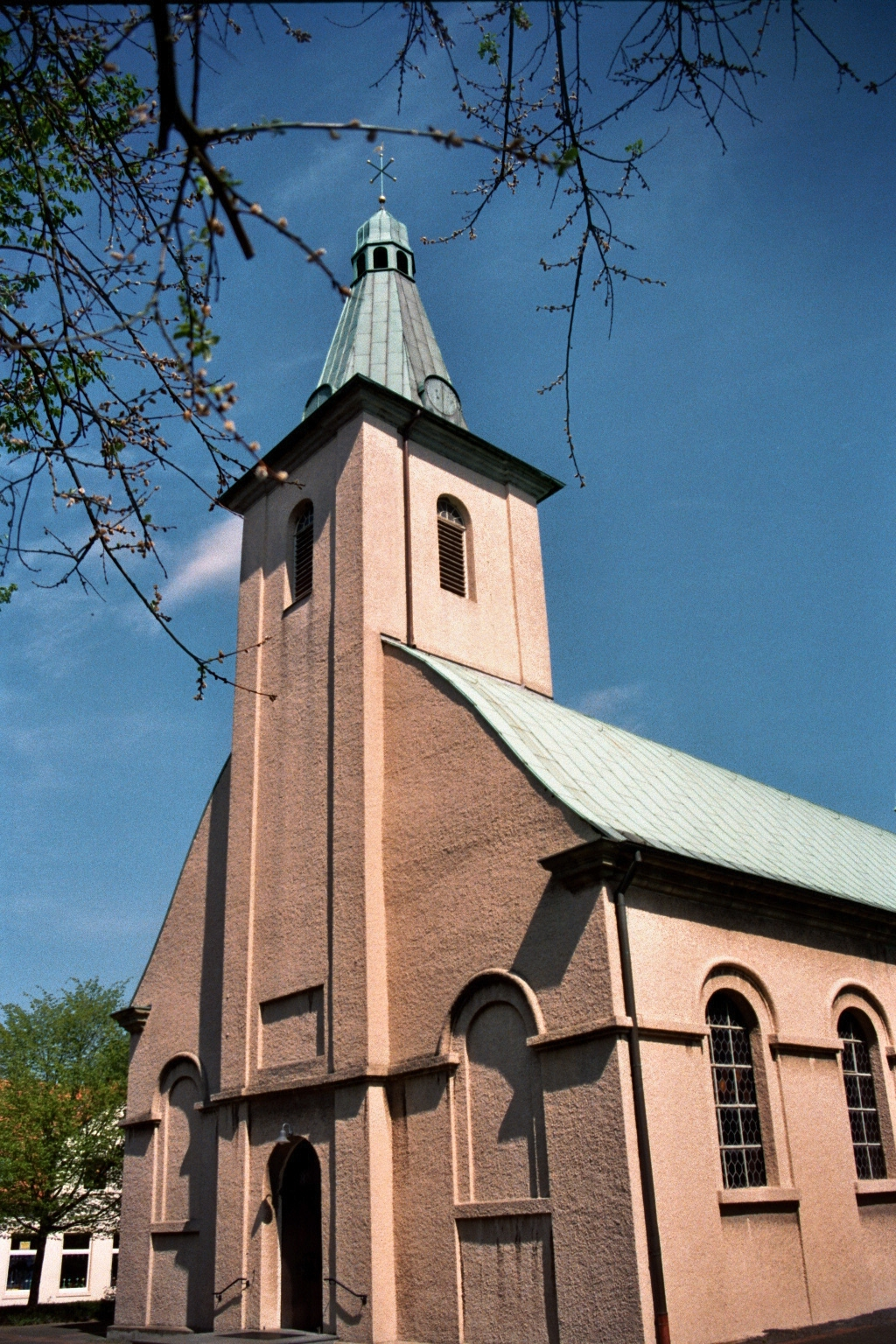
St. Peter und Paul

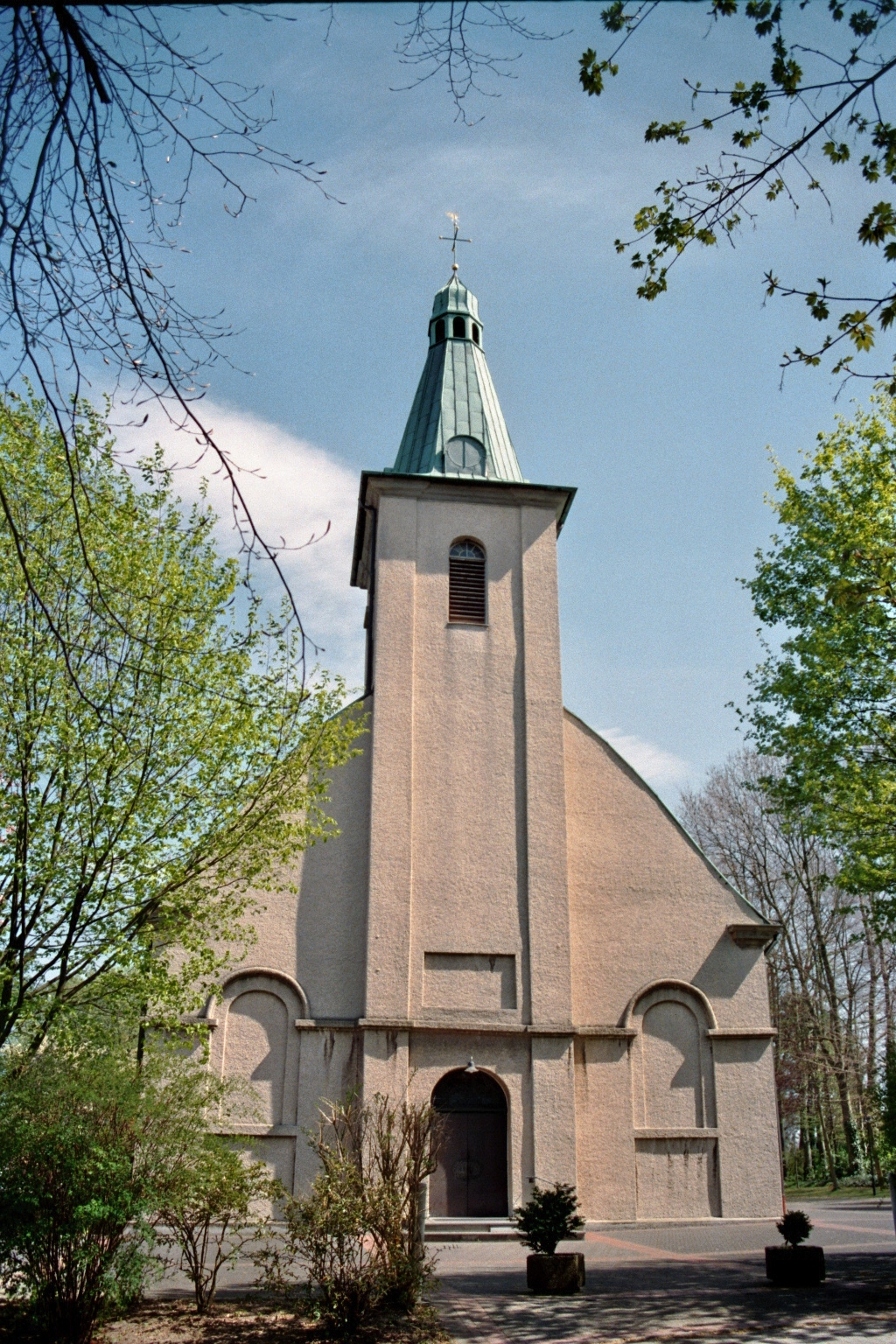
St. Peter und Paul, Portalansicht

Die katholische Pfarrkirche St. Peter und Paul ist ein denkmalgeschütztes Kirchengebäude in Hemmerde, einem Stadtteil von Unna im Kreis Unna (Nordrhein-Westfalen).

## Geschichte und Architektur
Das Gebäude wurde von 1823 bis 1833 unter der Leitung des Landbauinspektors Philipp Leonhard Pistor in Anlehnung an einen Typenentwurf der Oberbaudeputation in Berlin errichtet. Es ist ein klassizistischer Saalbau mit einem dreiseitig geschlossenen Chor. Der Westturm ist eingebaut. Die Kirche wurde im Zweiten Weltkrieg stark zerstört und bis 1948 wieder aufgebaut. Der Innenraum wird von einem hölzernen Tonnengewölbe überspannt.

## Ausstattung
- Ein Hochaltar aus Sandstein und Marmor aus der Zeit um 1630. Er ist Gerhard Gröninger zugeschrieben und stammt aus der Werler Pfarrkirche. Er wurde im Krieg beschädigt und von 1952 bis 1954 restauriert und neu gefasst. Das Säulenretabel ist reich mit Figuren geschmückt. Im Mittelteil ist die Kreuzigung Christi dargestellt; die Reliefs an der Predella stellen das letzte Abendmahl und das Pfingstwunder dar. Die seitlichen Nischen sind schräg gestellt, der Auszug springt in der Mitte vor.
- Die Nebenaltäre sind mit aufgesetzten Tafelbildern versehen. Eines ist die Marienklage vom Anfang des 18. Jahrhunderts, das andere die Auferweckung des Lazarus von 1630.[2]
- Das vierstimmige Gussstahlgeläut in Sekundschlagtonrippe erklingt in fis′-a′-h′-cis″. Die h′-Glocke entstand 1948, die übrigen Glocken wurden bereits 1946 gegossen.